# Động đất Fukushima Hamadōri 2011
Động đất Fukushima Hamadōri 2011 (福島県浜通り地震 Fukushima-ken Hamadōri Jishin) là trận động đất xảy ra lúc 17:16  (JST), ngày 11 tháng 4 năm 2011. Trận động đất có cường độ 6.6 độ richter, tâm chấn độ sâu khoảng 13 km (8,1 mi), nằm ngay trong đất liền tỉnh Fukushima cách thành phố Iwaki khoảng 36 km về phía Tây. Cục Khí tượng Nhật Bản đã phát cảnh báo sóng thần, nhưng cảnh báo đã bị hủy bỏ sau đó.
Trận động đất trên là dư chấn của Động đất và sóng thần Tōhoku 2011. Hàng loạt vụ cháy đã xảy ra, nhiều nơi mất điện trên diện rộng. Hậu quả trận động đất đã làm 4 người chết, 10 người bị thương.